# Kirche Steinbach (Bad Lausick)

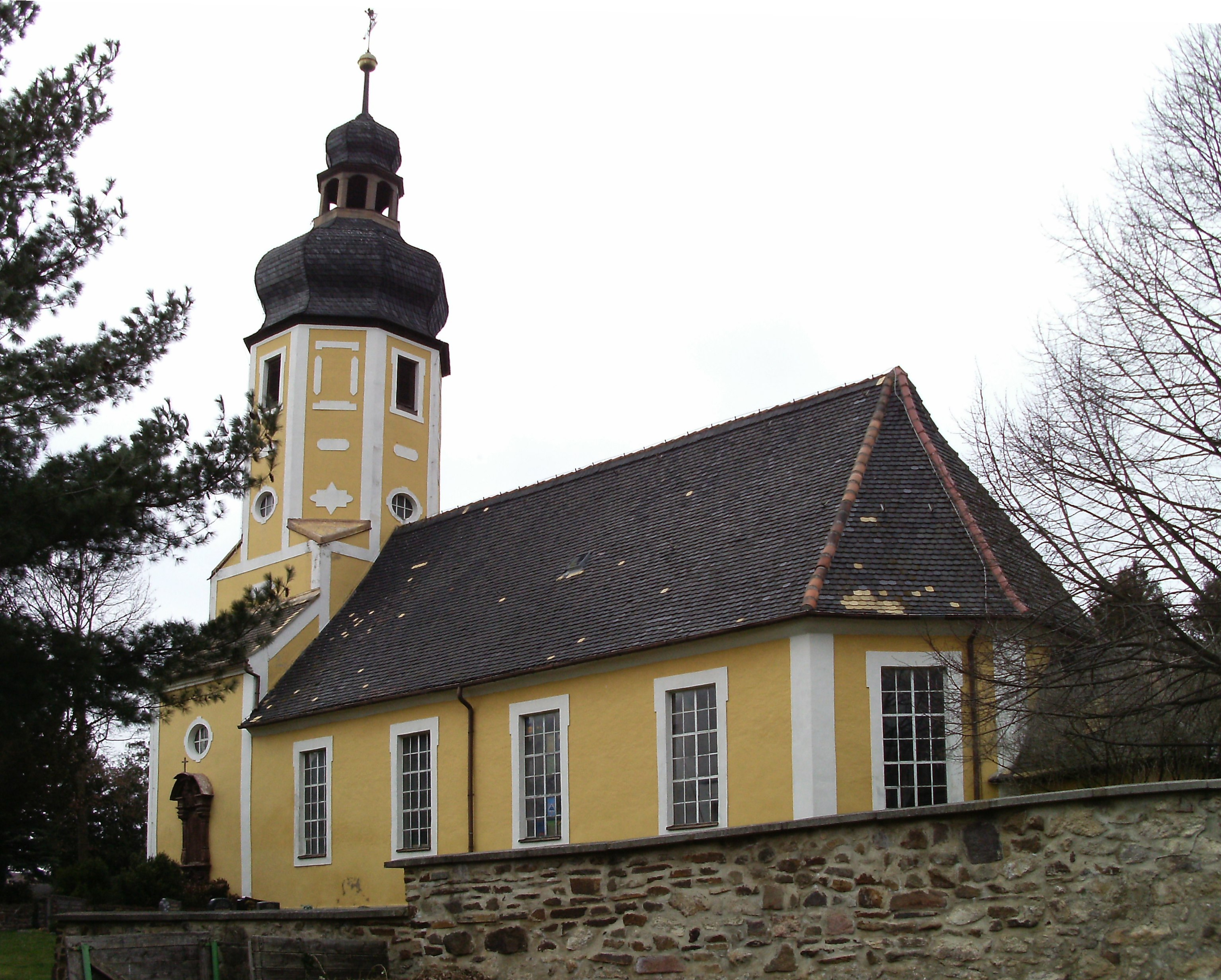
Kirche Steinbach

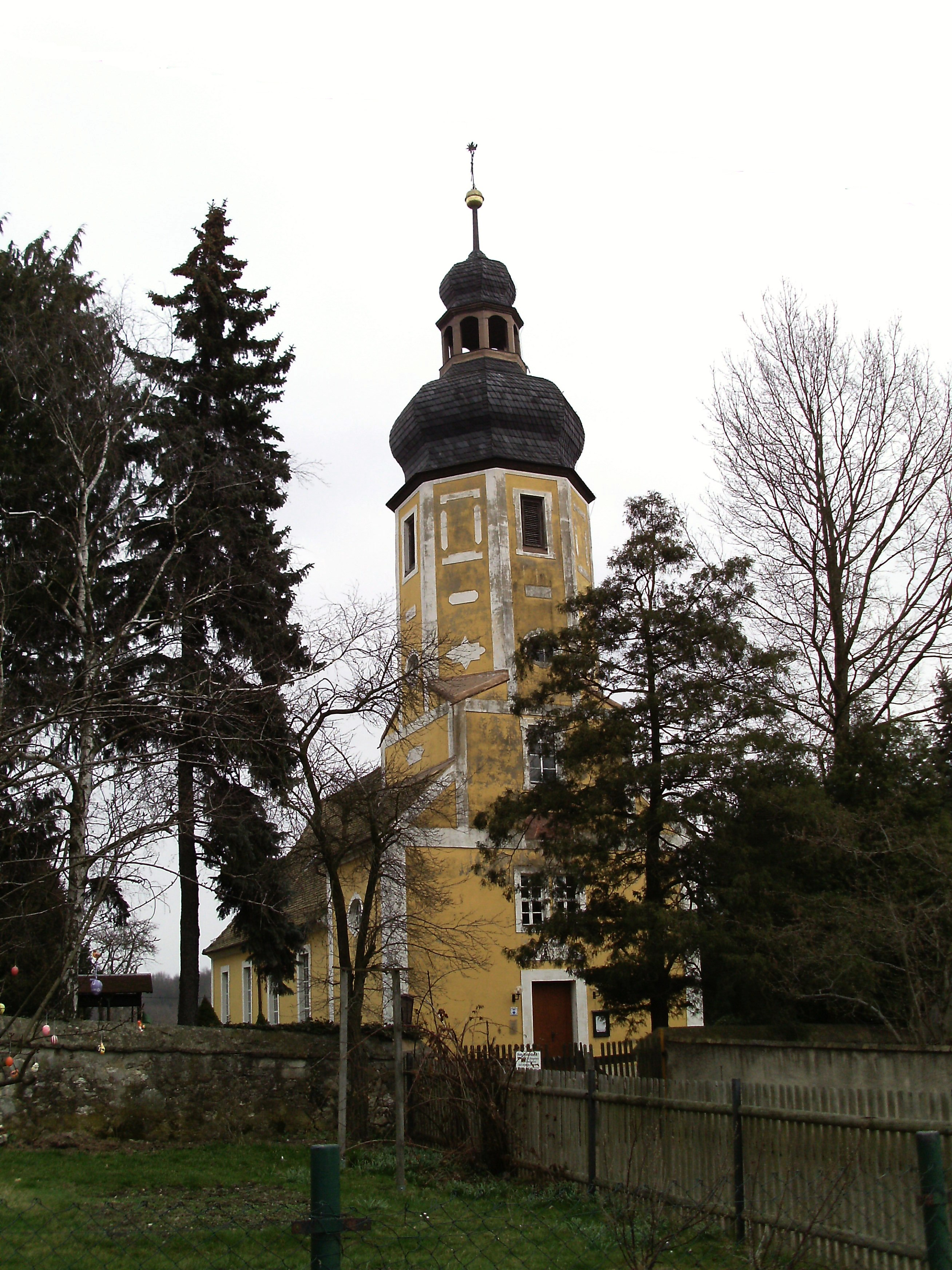
Westansicht

Die evangelische Kirche Steinbach ist eine spätgotische, barockisierte Saalkirche im Ortsteil Steinbach von Bad Lausick im Landkreis Leipzig in Sachsen. Sie gehört zur Kirchgemeinde Bad Lausick-Etzoldsheim im Kirchenbezirk Leipziger Land der Evangelisch-Lutherischen Landeskirche Sachsens und verdient durch ihre weitgehend erhaltene
barocke Orgel Beachtung.

## Geschichte und Architektur
Die ansehnliche Saalkirche entstand durch eingreifenden barocken Umbau 1717 einer spätgotischen Saalkirche aus der Zeit um 1400, die ihrerseits einen hölzernen Vorgängerbau aus der Zeit um 1170 ersetzte. Eine Restaurierung erfolgte in den Jahren 1974–1989. Das Bauwerk ist ein Putzbau mit einer Gliederung durch Ecklisenen und dreiseitigem Schluss. Der Westturm ist über einem querrechteckigen Unterbau in der Breite des Saals errichtet und wird durch einen achteckigen Aufsatz mit geschwungener Haube und offener Laterne abgeschlossen.
Das Innere ist ein einheitlicher, heller Saal mit Fensternischen in Raumhöhe. Ein Muldengewölbe mit Stuckierung und zartem Rankenschmuck, das in der Mitte ein Wappen des Christoph Friedrich Pflugk von 1722 trägt, schließt den Raum ab. Im Osten ist eine prächtige, nach den Seiten zurückschwingende Emporenanlage auf Säulen eingebaut, deren Kapitelle mit Engelsköpfen verziert sind. Im Westen ist über einem weiten Flachbogen eine verglaste Patronatsloge von 1717 angeordnet.

## Ausstattung
Die Kanzel ist von Säulen mit gesprengtem Giebel flankiert. Eine wohlgestaltete geschnitzte Lesetaufe in Form einer barocken Vase mit einem Putto als Pulthalter stammt aus der Zeit um 1720.  Eine neugotische Taufe aus Sandstein wurde aus der Kirche des aufgegebenen Ortes Breunsdorf übernommen. Zwei Schnitzfiguren zeigen Gottvater und eine Madonna, die von einer Marienkrönung aus der Zeit um 1430 stammen. Ein spätbarockes, hölzernes Epitaph für Christoph Friedrich Pflugk († 1725) ist von Trophäen gerahmt. Ein Grabdenkmal der Dorothea von Zehmen († 1690) ist mit Blattwerk und Blumen verziert.

## Orgel
Die Orgel mit reich geschmücktem Prospekt ist ein Werk von Johann Ernst Hähnel aus Meißen aus dem Jahr 1724 mit 14 Registern auf zwei Manualen und Pedal. Die Urheberschaft Hähnels ist durch Reparaturrechnungen von 1771 gesichert. 1727 erfolgte eine Ausbesserung durch den Organisten aus Borna, 1747/1748 erfolgten Reparaturen durch Hähnel oder einen seiner Gesellen. 1770 wurden die Bälge repariert, 1771 wurde eine Reinigung und Überholung durch Hähnel und Johann George Friedrich Zöllner vorgenommen. Weitere kleinere Reparaturen erfolgten 1777 und 1796, eine größere im Jahr 1797. Für 1831 ist eine erneute kleinere Reparatur überliefert. Im Jahr 1917 mussten die Prospektpfeifen für Kriegszwecke abgegeben werden. Im Jahr 1922 wurde durch Alfred Schmeisser nach einem Kostenvoranschlag von 1921 ein Zinkprospekt eingebaut, fehlende oder defekte Metallpfeifen erneuert sowie ein neues Gebläse eingebaut. Im Jahr 1938 wurde die Orgel durch Hermann Eule Orgelbau Bautzen stilgerecht wiederhergestellt. Im Jahr 1961 wurde durch Reinhard Schmeisser ein Elektroventilator eingebaut.
Die Disposition lautet:
| I Hauptwerk CD–c3 |       |  |
| Quinta Viola      | 8′    |  |
| Flauto Major      | 8′    |  |
| Principal         | 4′    |  |
| Flauto Minor      | 4′    |  |
| Quinta            | 3′    |  |
| Octava            | 2′    |  |
| Mixtur III        | 1 ⁄3′ |  |

| II Positiv CD–c3 |    |  |
| Flauto Major     | 8′ |  |
| Flauto Minor     | 4′ |  |
| Nassat           | 3′ |  |
| Principal        | 2′ |  |
| Sifflöte         | 1′ |  |

| Pedal CD–c1 |     |  |
| Subbass     | 16′ |  |
| Violon      | 8′  |  |

- Koppeln:  Manualschiebekoppel, Pedal-Hauptwerk.
- Spielhilfe: Kalkantenklingel

## Geläut
Das Geläut besteht aus zwei Eisenhartgussglocken und einer Bronzeglocke. Der Glockenstuhl besteht aus einer Stahlkonstruktion.
Im Folgenden eine Datenübersicht des Geläutes:
| Nr. | Gussdatum | Gießer                                 | Durchmesser   | Masse  | Material | Schlagton |
| --- | --------- | -------------------------------------- | ------------- | ------ | -------- | --------- |
| 1   | 1957      | Glockengießerei Schilling & Lattermann | Eisenhartguss | 820 mm | 250 kg   | d″        |
| 2   | 1857      | Glockengießerei Gebr. Ulrich           | Bronze        | 530 mm | 70 kg    | f″        |
| 3   | 1957      | Glockengießerei Schilling & Lattermann | Eisenhartguss | 660 mm | 120 kg   | g″        |